# Colobaea
Colobaea is een vliegengeslacht uit de familie van de slakkendoders (Sciomyzidae).

## Soorten
- C. acuticerca Carles-Tolra, 2008
- C. americana Steyskal, 1954
- C. beckeri Hendel, 1902
- C. bifasciella (Fallen, 1820)
- C. canadensis Knutson and Orth, 1990
- C. distincta (Meigen, 1830)
- C. montana Knutson and Orth, 1990
- C. nigroaristata Rozkosny, 1984
- C. pectoralis (Zetterstedt, 1847)
- C. punctata (Lundbeck, 1923)